# Rubin (Apfel)
Rubin ist eine Sorte des Kulturapfels (Malus domestica). Im Handel wird sie teilweise als „Roter James Grieve“ angeboten. Rubin ist Vorfahr der im kommerziellen Anbau verbreiteten Sorte Topaz.

## Beschreibung und Anbau
Rubin hat einen ausgeprägten süß-sauren Geschmack. Das Fruchtfleisch ist fest und saftig. Die Mutante Bohemia ist weniger gestreift und hat ein dunkleres Rot.
Rubin wächst kräftig mit langen kräftigen Fruchtästen und ist nur schwer als Spindel zu ziehen. Der Baum hat hohe Erträge. Die Erntezeit in Europa ist Anfang Oktober. Lagerfähig ist der Apfel bis in den Dezember.
Anfällig ist Rubin gegen Stippe und Gummiholzkrankheit und mittel anfällig für Schorf, dafür aber nur gering anfällig gegen Mehltau.

## Geschichte
Rubin wurde 1960 an der Universität für Agrarwissenschaften in Prag entwickelt. Es handelt sich um eine Kreuzung aus Lord Lambourne und  Golden Delicious. Bedeutung erlangte er vor allem in der Züchtung: die aus Rubin ebenfalls in Tschechien entwickelte Sorte Topaz gehört heute zu den meistgepflanzten Sorten im Biolandbau. Neben Topaz stammt von Rubin auch die Sorte Rubinola (Prima x Rubin) ab.